# Bryan Mbeumo
Bryan Tetsadong Marceau Mbeumo (Avallon, 7 de agosto de 1999) é um futebolista camaronês nascido na França que atua como ponta-direita. Atualmente, joga pelo Manchester United e pela Seleção Camaronesa.
Mbeumo integrou a academia do Troyes, fazendo a sua estreia profissional pelo clube em 2016. Em 2019 assinou pelo Brentford, ajudando os Bees a conquistar a promoção à Premier League em 2021. Enquanto estava em sua primeira época, compôs o poderoso "Trio BMW" junto de Saïd Benrahma e Ollie Watkins na Segunda Divisão Inglesa.
Na equipe inglesa, tivera destaque nos anos que esteve com o uniforme dos Bees. Seu principal momento ocorreu durante a Premier League de 2024–25, onde atingiu a marca de 20 gols marcados. Após esta temporada goleadora, deixou o clube por mais de 70 milhões de libras para assinar com o Manchester United.
Internacionalmente, Mbeumo representou França a nível juvenil. Em 2022, fez a sua estreia internacional sénior pelos Camarões, integrando a convocatória do país africano para o Mundial de 2022.

## Carreira

### Troyes
Mbeumo juntou-se à academia do Troyes AC com 14 anos. Na temporada 2016–17, começou a integrar a equipa B do clube.
Bryan fez parte da equipa Sub-19 do Troyes que venceu a Taça Gambardella de 2018, bisando na final, jogada no Stade de France. A 17 de fevereiro de 2018, Mbeumo fez a sua estreia profissional pela equipa principal do Troyes, numa vitória por 1–0 sobre o Metz, na Ligue 1. Na restante época 2017–18, fez mais 3 jogos pela equipa principal, que acabou por ser despromovida para a Ligue 2.

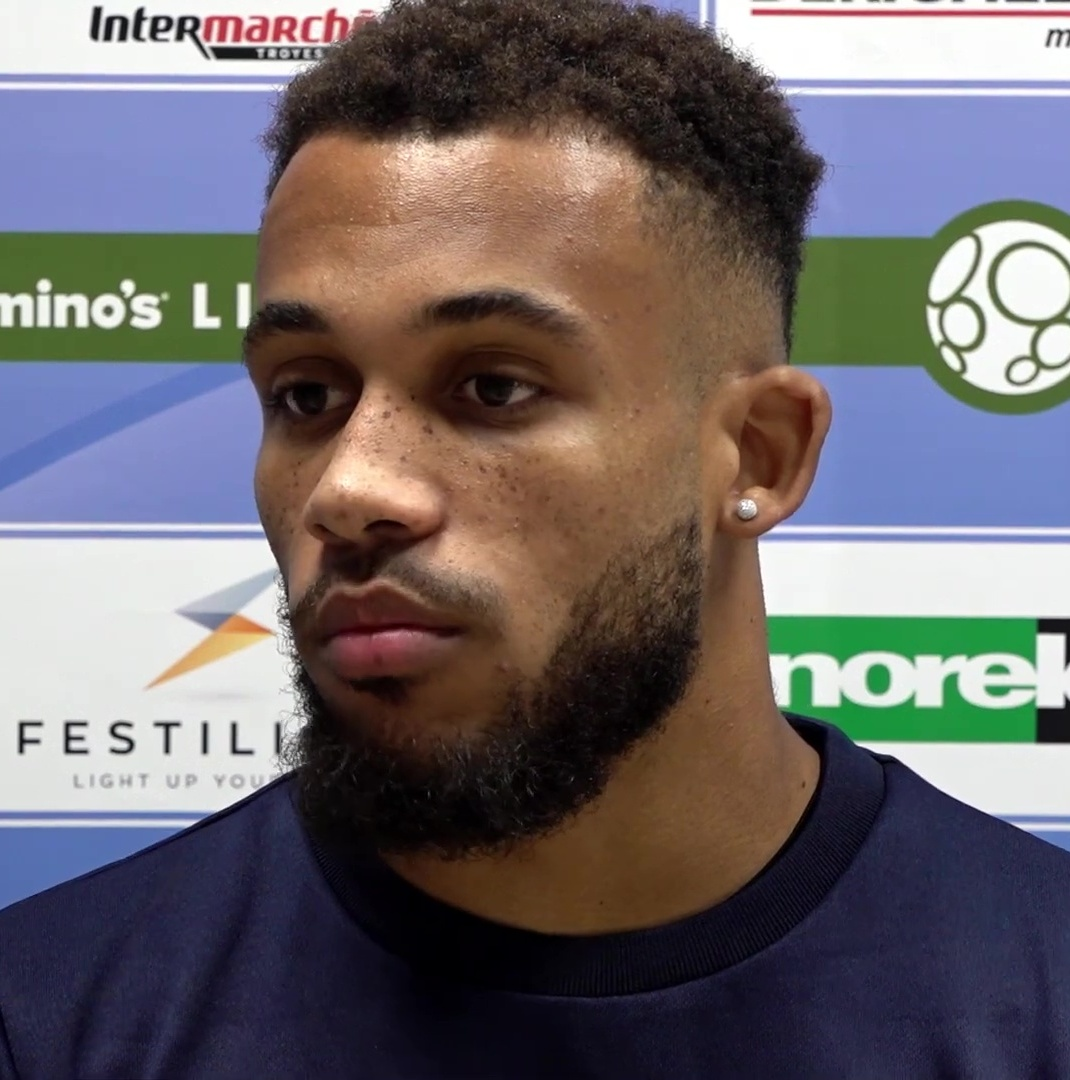
Bryan em 2018.

A descida de divisão permitiu a Bryan tornar-se uma figura importante na equipa, marcando 11 golos em 40 partidas na temporada 2018–19, que culminou com a derrota do Troyes nas semifinais dos play-offs de promoção da Ligue 2.
Em agosto de 2019, Mbeumo deixou o Stade de l'Aube, somando um total de 12 golos em 46 jogos pelo clube.

### Brentford

#### 2019–20
A 5 de agosto de 2019, Mbeumo assinou um contrato de 5 anos pelo Brentford, do Championship, a troco de 5,8 milhões de libras, tornando-se o jogador mais caro da história do clube inglês.
Mbeumo marcou 16 golos em 47 partidas na temporada 2019–20, que terminou com a derrota dos Bees na final dos play-offs do Championship. Graças ao seu bom desempenho na época, Bryan foi nomeado para os prémios de Jogador do Ano da EFL e Jovem Jogador do Ano nos London Football Awards de 2020.
Somado ao seu bom desempenho individual, o jogador formou um poderoso trio de ataque com Ollie Watkins e Saïd Benrahma. Tais atletas, quando performavam juntos, foram chamados pelos adeptos de "Trio BMW" (Benrahma, Mbeumo e Watkins) como forma de terem seus talentos reconhecido pela torcida local.

#### 2020–21
Na temporada 2020–21, afetada pela pandemia de COVID-19, os seus números foram menos impressionantes mas, de qualquer forma, em março de 2021, somava já 10 assistências e quatro golos, o suficiente para ser novamente nomeado para o prémio de Jogador do Ano da EFL, nos London Football Awards de 2021.
Na temporada 2020–21, Mbeumo marcou oito golos em 49 partidas, ajudando o Brentford a vencer os play-offs do Championship, garantindo a promoção à Premier League.

#### 2021–22

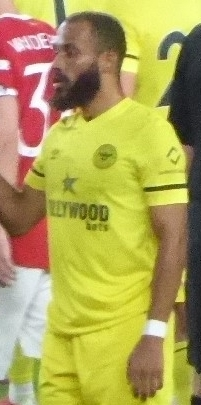
Bryan em 2021.

No início da temporada 2021–22, Mbeumo jogou como ponta-de-lança, ao lado de Ivan Toney. Após 11 jogos na Premier League, somava já dois golos e sete remates ao poste.
A 8 de janeiro de 2022, Bryan marcou o primeiro hat-trick da sua carreira, numa vitória por 4–1 sobre o Port Vale, na 3ª ronda da FA Cup; tratou-se do primeiro hat-trick marcado por um substituto na história do Brentford. Graças à sua performance, Mbeumo foi incluído na Equipa da Ronda e nomeado para o prémio de Melhor Jogador da Ronda.
Três semanas depois, Bryan renovou contrato pelos Bees por 4 anos, com 1 ano adicional de opção. Mbeumo terminou a época 2021–22 com oito golos em 38 partidas. Juntamente com Raphinha, foi o jogador com mais remates ao poste nessa temporada, com um total de sete.

#### 2022–23
Em amigáveis de pré-época de 2022–23, Mbeumo mostrou a sua versatilidade ao jogar ocasionalmente como lateral numa formação em 3-4-3. Durante a temporada, continuou a ser uma das principais figuras da equipa, somando nove golos em 39 jogos em todas as competições.

#### 2023–24
Em sua nova temporada, Bryan firmou-se novamente como um bom centroavante, repetindo o número de tentos da época anterior, mas com apenas 27 partidas. Inicialmente, o jogador tivera um início fulminante na Premier League ao marcar cinco gols nas partidas entre agosto e outubro, incluindo um doblete diante o Fulham na 2ª rodada. Assim, foi proposto no sétimo e no décimo mês de 2023 para o prêmio de Melhor Jogador do Mês do Campeonato Inglês. Todavia, perdeu ambas as vezes.
Em dezembro de 2023, após uma derrota diante o Brighton na Liga, sofreu uma lesão em seu joelho e deixou de participar das partidas do Brentford pelos próximos três meses. O atleta vinha ganhando mais espaço na equipe, tornando-se inclusive o batedor de pênaltis oficial, principalmente após a suspensão de jogos de Ivan Toney por apostas esportivas, mas o problema físico o fizera ter menos partidas.
Ao retornar, nas últimas partidas da Liga, ainda pôde estufar as redes do Aston Villa e do Bournemouth. Desse modo, ajudou a equipe a ficar com pontos o suficiente para assegurar sua participação na Elite do Futebol Inglês da época posterior. Longe de títulos e sem muitos jogos, ele ainda pôde comemorar seus tentos nove vezes, todos na Premier League.

#### 2024–25
Após Toney deixar o elenco inglês, Bryan tornou-se o principal nome do ataque da equipe juntamente de Yoane Wissa. Desse modo, recuperado de seu problema físico, tivera outro começo avassalador na Premier League. Nas primeiras nove partidas, conseguiu chegar na marca de oito tentos; destacando-se os dobletes diante o Southampton (3ª rodada) e Ipswich Town (9ª rodada).
Bryan continuou a boa fase e conseguiu participar de 100% dos jogos da Liga naquela temporada. Nesse percurso, foi decisivo nos jogos e chegou a comemorar tentos contra equipes como Chelsea e Arsenal, além de fazer outros dois dobletes nas rodadas 20 (contra o Southampton) e 33 (diante o Brighton). Apesar de não ter feito nenhum gol nas demais competições inglesas, o camaronês foi a grande figura ofensiva do time de Thomas Frank e ajudou a equipe a firmar-se na 10ª colocação da tabela com 56 pontos.
Ao fim da temporada, Mbeumo tornou-se o 7º africano a atingir a marca de 20 gols, em uma mesma época, na história da Premier League. O camaronês também atingiu a marca de sete assistências na mesma edição da Liga Inglesa. Ao todo fizera 42 jogos, 20 gols e oito assistências.
Depois desta época, o jogador foi frequentemente ligado ao Manchester United. Após mais de 40 dias de negociação, as equipe entraram em um acordo e Bryan deixou o clube com 242 partidas, 70 gols e 51 assistências.

### Manchester United
Em 21 de julho de 2025, o Manchester United anunciou a contratação do atacante Bryan Mbeumo. o camaronês assinou um contrato de cinco anos com a equipe inglesa em uma transferência que chega a 71 milhões de libras (R$ 531 milhões), como informa o site The Athletic.

## Carreira Internacional

#### Seleção Francesa de Base

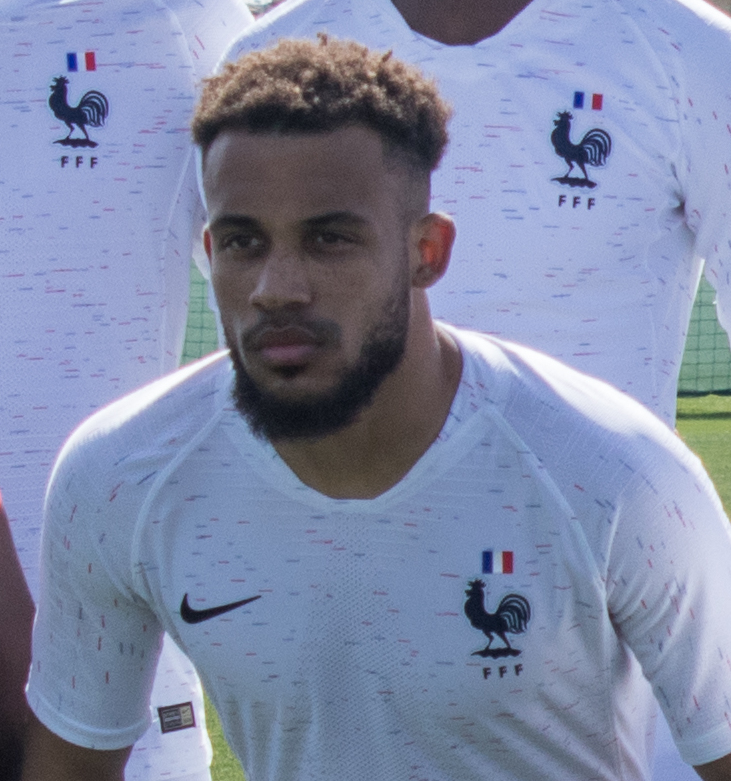
Bryan pela Seleção Francesa Sub-20 em 2019.

Internacionalmente, Mbeumo representou França a nível Sub-17, Sub-20 e Sub-21, somando um golo em 10 jogos pelos escalões jovens dos Bleus.

#### Seleção Camaronesa
Em agosto de 2022, após se reunir em Londres com Samuel Eto'o, Mbeumo anunciou que iria representar a Seleção dos Camarões a nível sénior.
Na temporada 2022–23, marcou um golos em nove partidas pelos Leões Indomáveis, três delas no Mundial de 2022, em que os Camarões foram eliminados na fase de grupos.
Seu primeiro gol com a Seleção ocorreu em 10 de junho de 2023, quando enfrentou o México em um amistoso e abriu o marcador aos 37 minutos em um empate por 2–2.
Futuramente, não disputou a Campeonato Africano das Nações de 2023 por conta de uma lesão em dezembro de 2023 no tornozelo.

## Vida Pessoal
Mbeumo é filho de pai camaronês (natural de Douala) e mãe francesa. Em junho de 2020, testou positivo para COVID-19, mas não apresentou sintomas e falhou apenas um jogo.
Bryan revelou, ao chegar no Manchester United, que sabe tocar piano e gosta de jogar xadrez em seu tempo livre.

## Estatísticas de Carreira

### Clube
- Atualizado até 28 de maio de 2023

| Clube             | Temporada         | Campeonato             | Campeonato | Campeonato | Taça  | Taça  | Taça da Liga | Taça da Liga | Outros | Outros | Total | Total |
| Clube             | Temporada         | Divisão                | Jogos      | Golos      | Jogos | Golos | Jogos        | Golos        | Jogos  | Golos  | Jogos | Golos |
| ----------------- | ----------------- | ---------------------- | ---------- | ---------- | ----- | ----- | ------------ | ------------ | ------ | ------ | ----- | ----- |
| Troyes II         | 2016–17           | Championnat National 3 | 12         | 5          | ―     | ―     | ―            | ―            | ―      | ―      | 12    | 5     |
| Troyes II         | 2017–18           | Championnat National 3 | 21         | 9          | ―     | ―     | ―            | ―            | ―      | ―      | 21    | 9     |
| Troyes II         | Total             | Total                  | 33         | 14         | ―     | ―     | ―            | ―            | ―      | ―      | 33    | 14    |
| Troyes            | 2017–18           | Ligue 1                | 4          | 0          | 0     | 0     | 0            | 0            | ―      | ―      | 4     | 0     |
| Troyes            | 2018–19           | Ligue 2                | 35         | 10         | 1     | 0     | 3            | 1            | 1      | 0      | 40    | 11    |
| Troyes            | 2019–20           | Ligue 2                | 2          | 1          | ―     | ―     | ―            | ―            | ―      | ―      | 2     | 1     |
| Troyes            | Total             | Total                  | 41         | 11         | 1     | 0     | 3            | 1            | 1      | 0      | 46    | 12    |
| Brentford         | 2019–20           | Championship           | 42         | 15         | 1     | 0     | 1            | 0            | 3      | 1      | 47    | 16    |
| Brentford         | 2020–21           | Championship           | 44         | 8          | 0     | 0     | 2            | 0            | 3      | 0      | 49    | 8     |
| Brentford         | 2021–22           | Premier League         | 35         | 4          | 1     | 3     | 2            | 1            | ―      | ―      | 38    | 8     |
| Brentford         | 2022–23           | Premier League         | 38         | 9          | 0     | 0     | 1            | 0            | ―      | ―      | 39    | 9     |
| Brentford         | Total             | Total                  | 159        | 36         | 2     | 3     | 6            | 1            | 6      | 1      | 172   | 41    |
| Total de Carreira | Total de Carreira | Total de Carreira      | 233        | 71         | 3     | 3     | 9            | 2            | 7      | 1      | 251   | 67    |

1. ↑  Jogo no play-off de promoção da Ligue 2
2. 1 2  Jogos nos play-offs do Championship

### Internacional
- Atualizado até 11 de junho de 2023[46]

| Seleção  | Ano   | Jogos | Golos |
| -------- | ----- | ----- | ----- |
| Camarões | 2022  | 6     | 0     |
| Camarões | 2023  | 3     | 1     |
| Total    | Total | 9     | 1     |

| Nº | Data                | Local                                         | Adversário | Placar | Resultado | Competição |
| -- | ------------------- | --------------------------------------------- | ---------- | ------ | --------- | ---------- |
| 1  | 10 de junho de 2023 | Snapdragon Stadium, San Diego, Estados Unidos | México     | 1–0    | 2–2       | Amigável   |

## Títulos
Brentford
- Play-offs do Championship: 2021[14]

### Individual
- Seleção dos Fãs da Premier League: 2024–25[33]